# Wellington (Missouri)
Wellington è un comune degli Stati Uniti d'America, situato nello Stato del Missouri, nella contea di Lafayette.